# Ghusl
Ghusl (arab. ‏غسل‎) – pełna ablucja wymagana przed szczególnie uroczystymi modlitwami i wydarzeniami religijnymi (przyjęciem islamu itp.). W przeciwieństwie do zwykłego obmycia (wudu), ghusl wymaga umycia całego ciała wodą w określony sposób, przy zachowaniu odpowiedniej kolejności. Towarzyszyć temu musi recytacja stosownych formuł. Pełna ablucja wymagana jest po stosunku płciowym, menstruacji, polucji i urodzeniu dziecka.